# Bucsu
Bucsu è un comune dell'Ungheria di 600 abitanti (dati 2001). È situato nella contea di Vas.